# Siegfried Hey
Siegfried Hey (* 14. August 1875 in München; † 20. November 1963 in Gauting) war ein deutscher Diplomat.

## Familie, Ausbildung und militärische Laufbahn

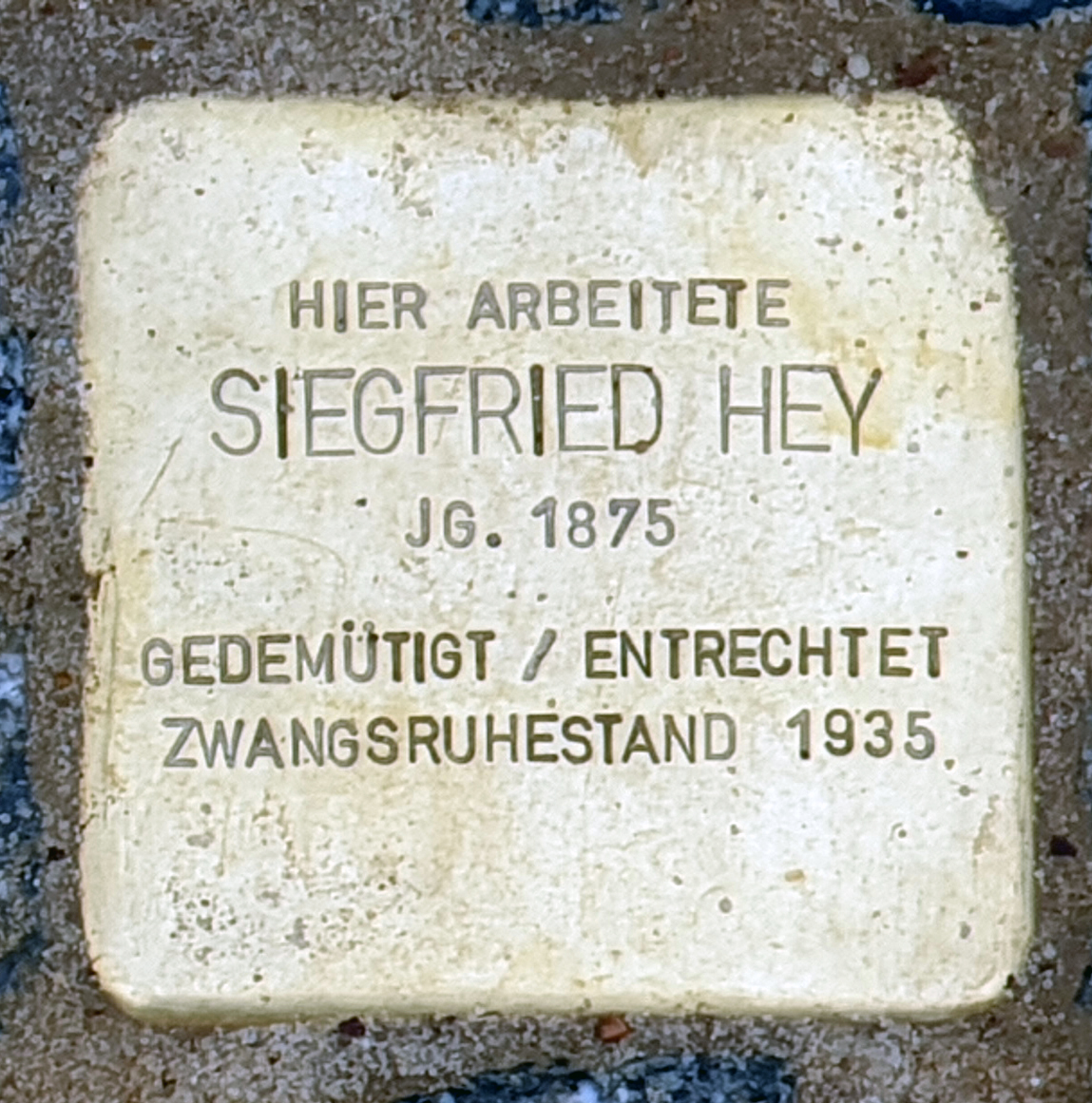
Stolperstein am Haus, Wilhelmstraße 92, in Berlin-Mitte

Hey wurde als Sohn des Musikprofessors Julius Hey und dessen Frau Karoline Benfey geboren. Sein älterer Bruder war der Maler Paul Hey, sein jüngerer Bruder Hans Erwin Hey wirkte als Gesangslehrer in Charlottenburg, Ankara und Wien. 1911 heiratete Hey die Tochter eines russischen Gutsbesitzers, Julia Sajewitsch, mit der er eine Tochter hatte. Seine Schulbildung erhielt er am Maximiliansgymnasium München sowie am Falk-Realgymnasium in Berlin. Im März 1894 trat er in den Militärdienst ein und erreichte zunächst den Rang eines Hauptmanns. 1909 schied er zwischenzeitlich aus der Armee aus und war bis 1914 Vertreter der Nachrichtenagentur Wolffs Telegraphisches Bureau in Sankt Petersburg. Nach Wiedereintritt ins Militär wurde Hey zum Major befördert und war bis 1918 im Preußischen Kriegsministerium als Bevollmächtigter für den Kaukasus tätig.

## Karriere als Diplomat
Im Dezember 1919 trat Hey in den auswärtigen Dienst ein und wurde zunächst in den Abteilungen für Russland und Osteuropa des Auswärtigen Amtes eingesetzt. 1922 wurde er als Generalkonsul nach Charkiw entsandt. Ab 1924 arbeitete Hey an der Botschaft in Moskau, bevor er 1929 die Leitung der Botschaft in Tirana übernahm. Ein Jahr später wurde die Botschaft aus Kostengründen in ein Konsulat umgewandelt und Hey in den vorzeitigen Ruhestand versetzt, wobei man ihn aber als kommissarischen Leiter des Konsulats weiterbeschäftigte. 1931 kehrte er dann ins Auswärtige Amt zurück, wo er bis 1935 die Unterabteilung Osteuropa und Skandinavien leitete. Aufgrund der Ersten Verordnung zum Reichsbürgergesetz vom 14. November 1935 wurde Hey, dessen Mutter aus einer jüdischen Familie stammte, zunächst vorläufig zwangspensioniert und schließlich im April 1937 gänzlich aus dem diplomatischen Dienst entlassen. 1952 wurde er wegen seiner ungerechtfertigten Pensionierung nachträglich zum Gesandten I. Klasse a. D. ernannt.
Am 5. November 2021 wurde vor dem ehemaligen deutschen Außenministerium, Berlin-Mitte, Wilhelmstraße 92, ein Stolperstein für ihn verlegt.